# Sport Club Merano Handball
Maillots
Le Sport Club Merano Handball est un club de handball italien basé à Merano dans la province autonome de Bolzano dans la région du Trentin-Haut-Adige dans le nord-est de l'Italie.

## Palmarès
Compétitions nationales
- Championnat d'Italie  (1): 2004-05.
- Coupe d'Italie  (1): 2003-04
- Supercoupe d'Italie  (1): 2005-06.